# Friedrich August von Zinzendorf

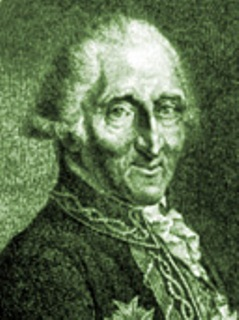
Friedrich August von Zinzendorf

Friedrich August, hrabia von Zinzendorf und Pottendorf (ur. 3 sierpnia 1733, zm. 16 marca 1804) był saskim politykiem, generałem i dyplomatą.
Friedrich August von Zinzendorf pochodził z początkowo katolickiej i austriackiej rodziny arystokratycznej. Dopiero jego dziadek założył także protestancką i saską gałąź dynastii, wchodząc w służbę Elektoratu Saksonii. Słynny pietysta Nikolaus von Zinzendorf twórca protestanckiej gminy wyznaniowej był wujem Friedricha Augusta.
Friedrich August von Zinzendorf po studiach w Lipsku wstąpił do armii saskiej. W bitwie pod Pirną dostał się do niewoli, z której wyszedł w 1759, kiedy znów wstąpił do armii, tym razem francuskiej.
Jego kariera dyplomaty rozpoczęła się w roku 1764, gdy został wysłany jako poseł na dwór wiedeński. W 1768 roku został ministrem-pełnomocnym w Sztokholmie. W 1776 roku orderem zakonu Nordsternorden. W latach 1773–1777 poseł w Berlinie, gdzie negocjował potem pokój cieszyński. Był już wówczas generał-adiutantem armii saskiej. Po powrocie wszedł w skład gabinetu ministerialnego.
W roku 1800 rozpoczął reformę mundurów i wyposażenia armii, która była zacofana w stosunku do pruskiej i bawarskiej, zaś po reformie stała się od nich nowocześniejsza, co pokazała w kampaniach od 1806 roku.